# Церковь Святого Георгия (Кюстендил)
Церковь Святого Георгия (болг. Църква „Свети Георги“) — недействующий храм  на территории Софийской епархии Болгарской православной церкви, расположен в квартале Колуша болгарского города Кюстендил. Церковь построена в X—XI веках. До 1816 года была кафедральным собором Кюстендилской епархии.

## История
На основании исследования архитектурного облика и настенных росписей постройку храма датируют концом X — началом XI века, что делает церковь Святого Георгия старейшим сохранившимся храмом в Кюстендиле. Церковь расположена в юго-западной части города, в бывшем селе Колуша, которое вошло в состав города в 1939 году.
Существует версия о том, что в храме был похоронен болгарский царь Михаил III Шишман, погибший в битве при Велбыжде в 1330 году. Историк Бистра Николова полностью отвергает эту версию.
Несмотря на то что церковь Святого Георгия располагалась вдали от города, вплоть до завершения постройки Успенской церкви в 1816 году она была кафедральным собором Кюстендилской епархии. В XIX веке Георгиевская церковь была практически полностью разрушена. В 1878—1882 годах, после основания Болгарского княжества, она была отреставрирована. Новая реставрация была проведена в 2000-х годах.
В 1927 году церковь включили в список памятников культуры Болгарии национального значения. При реорганизации списка в 1960-х, включена в список как культурный памятник национального значения (ДВ, бр.77/1968 г.) и художественный памятник национального значения (ДВ, бр.100/1969 г.). Входит в 100 туристических объектов Болгарии под номером 26, вместе с домом-музеем Димитра Пешева, региональным историческим музеем и художественной галереей.

## Архитектура
Церковь является типичным византийским крестово-купольным храмом длиной 10 м и шириной 8,7 м. Купол расположен на восьмигранном световом барабане. Нартекс отсутствует, из-за чего наос кажется квадратным. Здание поддерживается изнутри шестью столбами, два из которых расположены перед входом в алтарь, а четыре — под куполом. Церковь имеет три полукруглые апсиды.
В церкви сохранилось много средневековых фресок, особенно в нижней части колонн и стен. Росписи алтаря были выполнены в XI—XII веках, столбов — в XII веке. Надписи на этих фресках сделаны на греческом языке. В храме также есть поздние работы 1881 года художников Ивана Доспевского и Михаила Белстойнева.